# Ајхах
Ајхах (њем. Aichach) град је у њемачкој савезној држави Баварска. Једно је од 24 општинска средишта округа Ајхах-Фридберг. Према процјени из 2010. у граду је живјело 20.821 становника. Посједује регионалну шифру (AGS) 9771113.

## Географија
Ајхах се налази у савезној држави Баварска у округу Ајхах-Фридберг. Град се налази на надморској висини од 446 метара. Површина општине износи 92,9 km².

## Становништво
У самом граду је, према процјени из 2010. године, живјело 20.821 становника. Просјечна густина становништва износи 224 становника/km².

## Међународна сарадња
| Мјесто   | Држава   | Врста сарадње | Од    |
| -------- | -------- | ------------- | ----- |
| Брикслег | Аустрија | пријатељство  | 1991. |
| Извор    |          |               |       |